# Shartegopsis miranda
Shartegopsis miranda  (лат.) — ископаемый вид жесткокрылых насекомых рода Shartegopsis из семейства Cleridae (Cleroidea), древнейший его представитель. Обнаружены в верхнеюрских отложениях Центральной Азии (Sharteg Formation, Гоби-Алтайский аймак, восточнее горы Атас-Богд 5—6 км западнее гора Шара-Тэг, Монголия). Размер тела 9,4×4,1 мм. Вид был впервые описан в 2012 году российским энтомологом Александром Георгиевичем Кирейчуком (Зоологический институт РАН, Санкт-Петербург).